# Ephemerum perminutum
Ephemerum perminutum là một loài rêu trong họ Ephemeraceae. Loài này được C.C. Towns. mô tả khoa học đầu tiên năm 1981.